# Hestás
Hestás är en kulle i republiken Island. Den ligger i regionen Norðurland vestra, 150 km nordost om huvudstaden Reykjavík. Toppen på Hestás är 394 meter över havet.
Trakten runt Hestás är nära nog obefolkad, med mindre än två invånare per kvadratkilometer. Det finns inga samhällen i närheten. Trakten runt Hestás består i huvudsak av gräsmarker.